# 2023년 1월
| 2023년: 1월 · 2월 · 3월 · 4월 · 5월 · 6월 · 7월 · 8월 · 9월 · 10월 · 11월 · 12월 |

| \| 2023년 1월 1일 (일요일) \| \| 편집 \| |  |      |
| 경제와 비즈니스 - 대한민국의 2022년 무역수지는 472억 달러 적자로, 사상 최대폭의 적자를 기록하였다. 이전의 최대 적자 폭은 1996년의 206억 2,000만달러였다. - 크로아티아에서 2023년 1월 1일을 기해 자국의 통화를 쿠나에서 유로로 바꾸면서 유로존에 합류했다. 또한, 크로아티아는 셍겐 조약에도 가입하며 솅겐 조약 가입국 간의 통행이 자유로워졌다. 보건과 환경 - 코로나19 범유행 - 대한민국의 0시 기준 누적 확진자 수가 29,116,800명으로 집계되었다. 전날 0시 대비 57,527명(국내 57,417, 해외유입 110)이 늘었다. 사고와 재해 - 필리핀 마닐라 공항의 정전으로 인한 항로관제센터 장비의 장애로 국내선 및 국제선이 일부 운행 중단되었다. 정치와 선거 - 루이스 이나시우 룰라 다 시우바가 브라질의 제39대 대통령에 취임하였다. |  |      |
| 2023년 1월 1일 (일요일) |  | 편집 |

| 2023년 1월 1일 (일요일) |  | 편집 |

| \| 2023년 1월 2일 (월요일) \| \| 편집 \| |  |      |
| 군사 - 이스라엘이 다마스쿠스 공항에 미사일을 발사하여 시리아 군 2명을 포함해 총 4명이 사망했다. 보건과 환경 - 코로나19 범유행 - 대한민국의 0시 기준 누적 확진자 수가 29,139,535명으로 집계되었다. 전날 0시 대비 22,735명(국내 22,700, 해외유입 35)이 늘었다. - 미국 질병통제예방센터에 따르면, 미국 내 전체 신규 감염 중 41%가 오미크론 변이의 하위 변이 중 하나인 XBB.1.5로 나타났다. 사고와 재해 - 대한민국 경상남도와 부산광역시에서 오후 2시 30분부터 3시 무렵까지 KT 유선 인터넷에 장애가 발생했다. |  |      |
| 2023년 1월 2일 (월요일) |  | 편집 |

| 2023년 1월 2일 (월요일) |  | 편집 |

| \| 2023년 1월 3일 (화요일) \| \| 편집 \| |  |      |
| 보건과 환경 - 코로나19 범유행 - 대한민국의 0시 기준 누적 확진자 수가 29,220,591명으로 집계되었다. 전날 0시 대비 81,056명(국내 80,993, 해외유입 63)이 늘었다. |  |      |
| 2023년 1월 3일 (화요일) |  | 편집 |

| 2023년 1월 3일 (화요일) |  | 편집 |

| \| 2023년 1월 4일 (수요일) \| \| 편집 \| |  |      |
|                                          |  |      |
| 2023년 1월 4일 (수요일)                  |  | 편집 |

| 2023년 1월 4일 (수요일) |  | 편집 |

| \| 2023년 1월 5일 (목요일) \| \| 편집 \| |  |      |
|                                          |  |      |
| 2023년 1월 5일 (목요일)                  |  | 편집 |

| 2023년 1월 5일 (목요일) |  | 편집 |

| \| 2023년 1월 6일 (금요일) \| \| 편집 \| |  |      |
|                                          |  |      |
| 2023년 1월 6일 (금요일)                  |  | 편집 |

| 2023년 1월 6일 (금요일) |  | 편집 |

| \| 2023년 1월 7일 (토요일) \| \| 편집 \| |  |      |
|                                          |  |      |
| 2023년 1월 7일 (토요일)                  |  | 편집 |

| 2023년 1월 7일 (토요일) |  | 편집 |

| \| 2023년 1월 8일 (일요일) \| \| 편집 \| |  |      |
|                                          |  |      |
| 2023년 1월 8일 (일요일)                  |  | 편집 |

| 2023년 1월 8일 (일요일) |  | 편집 |

| \| 2023년 1월 9일 (월요일) \| \| 편집 \| |  |      |
|                                          |  |      |
| 2023년 1월 9일 (월요일)                  |  | 편집 |

| 2023년 1월 9일 (월요일) |  | 편집 |

| \| 2023년 1월 10일 (화요일) \| \| 편집 \| |  |      |
|                                           |  |      |
| 2023년 1월 10일 (화요일)                  |  | 편집 |

| 2023년 1월 10일 (화요일) |  | 편집 |

| \| 2023년 1월 11일 (수요일) \| \| 편집 \| |  |      |
|                                           |  |      |
| 2023년 1월 11일 (수요일)                  |  | 편집 |

| 2023년 1월 11일 (수요일) |  | 편집 |

| \| 2023년 1월 12일 (목요일) \| \| 편집 \| |  |      |
|                                           |  |      |
| 2023년 1월 12일 (목요일)                  |  | 편집 |

| 2023년 1월 12일 (목요일) |  | 편집 |

| \| 2023년 1월 13일 (금요일) \| \| 편집 \| |  |      |
|                                           |  |      |
| 2023년 1월 13일 (금요일)                  |  | 편집 |

| 2023년 1월 13일 (금요일) |  | 편집 |

| \| 2023년 1월 14일 (토요일) \| \| 편집 \| |  |      |
|                                           |  |      |
| 2023년 1월 14일 (토요일)                  |  | 편집 |

| 2023년 1월 14일 (토요일) |  | 편집 |

| \| 2023년 1월 15일 (일요일) \| \| 편집 \| |  |      |
|                                           |  |      |
| 2023년 1월 15일 (일요일)                  |  | 편집 |

| 2023년 1월 15일 (일요일) |  | 편집 |

| \| 2023년 1월 16일 (월요일) \| \| 편집 \| |  |      |
|                                           |  |      |
| 2023년 1월 16일 (월요일)                  |  | 편집 |

| 2023년 1월 16일 (월요일) |  | 편집 |

| \| 2023년 1월 17일 (화요일) \| \| 편집 \| |  |      |
|                                           |  |      |
| 2023년 1월 17일 (화요일)                  |  | 편집 |

| 2023년 1월 17일 (화요일) |  | 편집 |

| \| 2023년 1월 18일 (수요일) \| \| 편집 \| |  |      |
|                                           |  |      |
| 2023년 1월 18일 (수요일)                  |  | 편집 |

| 2023년 1월 18일 (수요일) |  | 편집 |

| \| 2023년 1월 19일 (목요일) \| \| 편집 \| |  |      |
|                                           |  |      |
| 2023년 1월 19일 (목요일)                  |  | 편집 |

| 2023년 1월 19일 (목요일) |  | 편집 |

| \| 2023년 1월 20일 (금요일) \| \| 편집 \| |  |      |
|                                           |  |      |
| 2023년 1월 20일 (금요일)                  |  | 편집 |

| 2023년 1월 20일 (금요일) |  | 편집 |

| \| 2023년 1월 21일 (토요일) \| \| 편집 \| |  |      |
|                                           |  |      |
| 2023년 1월 21일 (토요일)                  |  | 편집 |

| 2023년 1월 21일 (토요일) |  | 편집 |

| \| 2023년 1월 22일 (일요일) \| \| 편집 \| |  |      |
|                                           |  |      |
| 2023년 1월 22일 (일요일)                  |  | 편집 |

| 2023년 1월 22일 (일요일) |  | 편집 |

| \| 2023년 1월 23일 (월요일) \| \| 편집 \| |  |      |
|                                           |  |      |
| 2023년 1월 23일 (월요일)                  |  | 편집 |

| 2023년 1월 23일 (월요일) |  | 편집 |

| \| 2023년 1월 24일 (화요일) \| \| 편집 \| |  |      |
|                                           |  |      |
| 2023년 1월 24일 (화요일)                  |  | 편집 |

| 2023년 1월 24일 (화요일) |  | 편집 |

| \| 2023년 1월 25일 (수요일) \| \| 편집 \| |  |      |
|                                           |  |      |
| 2023년 1월 25일 (수요일)                  |  | 편집 |

| 2023년 1월 25일 (수요일) |  | 편집 |

| \| 2023년 1월 26일 (목요일) \| \| 편집 \| |  |      |
|                                           |  |      |
| 2023년 1월 26일 (목요일)                  |  | 편집 |

| 2023년 1월 26일 (목요일) |  | 편집 |

| \| 2023년 1월 27일 (금요일) \| \| 편집 \| |  |      |
|                                           |  |      |
| 2023년 1월 27일 (금요일)                  |  | 편집 |

| 2023년 1월 27일 (금요일) |  | 편집 |

| \| 2023년 1월 28일 (토요일) \| \| 편집 \| |  |      |
|                                           |  |      |
| 2023년 1월 28일 (토요일)                  |  | 편집 |

| 2023년 1월 28일 (토요일) |  | 편집 |

| \| 2023년 1월 29일 (일요일) \| \| 편집 \| |  |      |
|                                           |  |      |
| 2023년 1월 29일 (일요일)                  |  | 편집 |

| 2023년 1월 29일 (일요일) |  | 편집 |

| \| 2023년 1월 30일 (월요일) \| \| 편집 \| |  |      |
|                                           |  |      |
| 2023년 1월 30일 (월요일)                  |  | 편집 |

| 2023년 1월 30일 (월요일) |  | 편집 |

| \| 2023년 1월 31일 (화요일) \| \| 편집 \| |  |      |
|                                           |  |      |
| 2023년 1월 31일 (화요일)                  |  | 편집 |

| 2023년 1월 31일 (화요일) |  | 편집 |

| <            | 2023년 1월 | 2023년 1월 | 2023년 1월 | 2023년 1월 | 2023년 1월 | >          |
| 일           | 월         | 화         | 수         | 목         | 금         | 토         |
| 1 12.10 기미 | 2 11 경신  | 3 12 신유  | 4 13 임술  | 5 14 계해  | 6 15 갑자  | 7 16 을축  |
| 8 17 병인    | 9 18 정묘  | 10 19 무진 | 11 20 기사 | 12 21 경오 | 13 22 신미 | 14 23 임신 |
| 15 24 계유   | 16 25 갑술 | 17 26 을해 | 18 27 병자 | 19 28 정축 | 20 29 무인 | 21 30 기묘 |
| 22 1.1 경진  | 23 2 신사  | 24 3 임오  | 25 4 계미  | 26 5 갑신  | 27 6 을유  | 28 7 병술  |
| 29 8 정해    | 30 9 무자  | 31 10 기축 |            |            |            |            |

| - 2022년 - 12월 - 2023년 - 1월 - 2월 편집하기 |